# STX Europe
STX Europe (anteriormente conhecida como Anker Yards ASA) é uma empresa multinacional de construção naval,  subsidiária da STX Corporation. Foi fundada em 2004 como Anker Yards ASA, porém em 2008, foi incorporada ao grupo sul-coreano STX. A STX Europe é a maior empresa do setor naval na Europa e a quarta maior no mundo, dispondo de 15 estaleiros distribuídos por Finlândia, França, Noruega, Roménia, Brasil e Vietnã.

## Operações
A STX Europe opera os seguintes estaleiros:
- Chantiers de l'Atlantique, Saint-Nazaire;
- STX Finland Oy, Helsinque;
- STX Norway Florø AS, Florø;
- STX Romania Offshore & Specialized Vessels;
- STX OSV Niteroi SA, Niterói;
- STX OSV Vietnam Ltd.